# みずたまラボ
みずたまラボは、日本の飲料メーカーであるアサヒ飲料が販売する乳酸菌飲料のカルピスが、100周年を記念して「私たちと一緒に未来の『カルピス』を作ってくれるメンバーを募集」と題して設立した登録制ファンサイトである。登録後のマイページでは「＃みずたまラボ」「＃カルピス」というタグを貼ったSNS投稿をしたり、サイト内のカルピス検定なるカルピスにまつわるクイズで満点を取るなどでポイントを加算することができる。

## 活動
みずたまラボでは登録メンバーを招待して、様々なイベントを定期的に行っている。
- 2018年7月7日　第1回ファンミーティング「『カルピス』誕生日イベント」を東京で開催
- 2018年9月29日　第2回ファンミーティングを東京で開催
- 2018年11月1日　応募・投票により、コミュニティ名称が「みずたまラボ」に決定
- 2018年12月8日　第3回ファンミーティングを大阪で開催
- 2019年2月21日　2019年「カルピス」ブランド 100周年 新CM発表会＆第4回ファンミーティングを東京で開催
- 2019年7月7日　第5回ファンミーティング 「カルピス」100歳 誕生日イベントを東京で開催